# Vakhtang I Mukhrani-batoni
Vakhtang I fou el segon príncep de Mukhran (Mukhrani-batoni). Va néixer el 1510 i era el fill gran de Bagrat I Mukhrani-batoni, al que va succeir quan va abdicar el 1539.
Fou regent de Geòrgia del 1569 al 1579.
Es va casar amb Khwaramzi (†1528), filla del rei Jordi II de Kakhètia; i amb la filla del rei Levan de Kakhètia (+1580)
La seva filla era la princesa Dedis-Imédi. Es va casar amb Kaikhushru II Djakèli, atabek de Samtskhé (+ 29 de setembre del 1573), fill de Kvarkvare IV Djakèli, atabek de Samtskhé.